# 掛塚橋
掛塚橋（かけつかばし）とは、静岡県磐田市掛塚から浜松市中央区河輪町までを結ぶ天竜川の橋である。橋の3分の1が浜松市で3分の2が磐田市である。河口から2番目である。

## 概要
かつては有料であったが、開通15年後に無料化された。
朝夕激しい渋滞に見舞われていたが、新天竜川橋の8車線化により、浜松方面の渋滞は緩和された。
しかし、橋の東側には信号機（掛塚橋東交差点・白羽交差点）があるため、静岡方面の渋滞は緩和されていない。
橋の上はあまり渋滞しないが、橋の入口（西側は静岡方面・東側は浜松方面）は朝夕渋滞する。
橋の両端は時間帯により右折禁止である。
東側堤防は河川敷側にアンダーパスが設置されているが、狭いため対向車とのすれ違いが困難である。
1.5km南には遠州大橋（1989年に有料道路として開通。2019年無料開放）が架けられているが、料金支払いを避け、掛塚橋を通行する自動車が多い。
歩道が設置されているが、歩道部分は静岡県道376号浜松御前崎自転車道線に認定されている。

### 道路
- 国道150号
- 静岡県道316号舞阪竜洋線
- 静岡県道376号浜松御前崎自転車道線（歩道部分）

## 歴史
もともと明治時代中期に、現在より約100m上流に木橋が架けられていたが、洪水のたびに被害を受けていたことや急激に増大した自動車利用に対応できず通行制限されるなど不便があり、道幅が広い鉄骨の橋を架けることになった。
1952年（昭和27年）に工事が着工し、1955年（昭和30年）に鉄橋が完成、開通した。第二次世界大戦後、これほど大きなスケールの橋が造られるのは、新潟県の阿賀野川に架かる泰平橋に次いで二番目といわれた。財源不足のため開通当初は有料だったが、15年後の1970年（昭和45年）に建設費の償還を終えて無料になった。

### 年表
- 1955年8月1日：有料道路橋として供用開始。
- 1956年7月1日：管理が日本道路公団に移管される。
- 1970年4月1日：無料開放され、管理が静岡県に移管される。